# Jhegson Méndez
Jhegson Méndez est un footballeur international équatorien, né le 26 avril 1997 à Mira. Il joue au poste de milieu de terrain à l'Independiente del Valle.

## Biographie

### En club
Arrivé au Los Angeles FC en milieu de saison, il décroche avec son équipe le Supporters' Shield 2022 avant de remporter la première Coupe MLS de l'histoire de la franchise en 2022. Néanmoins, le 15 novembre 2022, son contrat n'est pas renouvelé par le Los Angeles FC.

### En sélection
Avec les moins de 17 ans, il dispute le championnat sud-américain des moins de 17 ans en 2013. Il joue quatre matchs lors de cette compétition.
Avec les moins de 20 ans, il participe au championnat sud-américain des moins de 20 ans en 2015 puis en 2017, mais en restant sur le banc des remplaçants. L'Équateur se classe deuxième du tournoi en 2017.
Il joue son premier match en équipe d'Équateur le 11 septembre 2018, en amical contre le Guatemala (victoire 2-0).
Le 14 novembre 2022, il est sélectionné par Gustavo Alfaro pour participer à la Coupe du monde 2022.

## Palmarès

### En club
Los Angeles FC
- Vainqueur de la Coupe MLS en 2022
- Vainqueur du Supporters' Shield en 2022

### En sélection
- Deuxième du championnat sud-américain des moins de 20 ans en 2017 avec l'équipe d'Équateur des moins de 20 ans

## Statistiques

### En sélection nationale
| Saison                | Sélection             | Phases finales        | Phases finales | Phases finales | Phases finales | Éliminatoires CDM | Éliminatoires CDM | Éliminatoires CDM | Matchs amicaux | Matchs amicaux | Matchs amicaux | Total | Total | Total |
| Saison                | Sélection             | Compétition           | M              | B              | Pd             | M                 | B                 | Pd                | M              | B              | Pd             | M     | B     | Pd    |
| --------------------- | --------------------- | --------------------- | -------------- | -------------- | -------------- | ----------------- | ----------------- | ----------------- | -------------- | -------------- | -------------- | ----- | ----- | ----- |
| 2018-2019             | Équateur              | Copa América 2019     | 2              | 0              | 0              | -                 | -                 | -                 | 8              | 0              | 0              | 10    | 0     | 0     |
| 2019-2020             | Équateur              | -                     | -              | -              | -              | -                 | -                 | -                 | 5              | 0              | 0              | 5     | 0     | 0     |
| 2020-2021             | Équateur              | Copa América 2021     | 5              | 0              | 0              | 3                 | 0                 | 0                 | -              | -              | -              | 8     | 0     | 0     |
| 2021-2022             | Équateur              | -                     | -              | -              | -              | 4                 | 0                 | 0                 | 3              | 0              | 0              | 7     | 0     | 0     |
| 2022-2023             | Équateur              | Coupe du monde 2022   | 2              | 0              | 0              | -                 | -                 | -                 | 4              | 0              | 0              | 6     | 0     | 0     |
| 2024-2025             | Équateur              | -                     | -              | -              | -              | 2                 | 0                 | 0                 | -              | -              | -              | 2     | 0     | 0     |
| Total sur la carrière | Total sur la carrière | Total sur la carrière | 9              | 0              | 0              | 9                 | 0                 | 0                 | 20             | 0              | 0              | 38    | 0     | 0     |